# Асура
Асура, Асюло, Асюра — в індуїзмі та буддизмі надприродна істота, що постійно прагне влади і перебуває у стані війни з богами девами.

## Індуїзм
В індуїзмі асури постають як ненаситні злі божества, що повстають проти влади богів девів і воюють з Індрою. Вони є аналогами давньогрецьких титанів або гігантів, або дияволів та демонів з аврамічних релігій.
Асури і деви вважаються дітьми прабатька усього людства Каш'япи. В ранньому індуїзмі представники обох груп не мали негативних рис: перші були патронами моралі і основ суспільства, а другі були володарями природних явищ. Проте у пізніх індуїстських текстах, таких як Пурани чи Ітіхаси, вони протиставляються: асури описуються як демони, а деви — як боги.
Наприклад, у «Бгаґавад-Ґіті» (16.6) зазначається, що усі живі істоти мають або божественні «девічні», або демонічні «асурські» риси; до останніх зараховують гордість, надмірність, чванливість, гнів, грубість і неуцтво (16.4). А у «Падма-Пурані» вказується, що ті, хто вшановує Вішну набувають божественних рис, а ті, хто поклоняється асурам — демонічних.

## Буддизм
Асури були запозичені буддистами з індуїзму і складають невід'ємну частину буддистської космології. Вони є мешканцями сфери почуттів Камадхату, яка складається з пекла, земних світів, гори Сумеру та Небес. Світ асурів розділений на чотири шари і знаходиться під дном океану, що омивають підніжжя гори Сумеру, бескиду в центрі землі, довкола якого обертаються сонце і місяць. Вони заздрять богам-девам, мешканцям гори, і проявляють гнів, гордість, войовничість, марнославство і властолюбство. Через свою заздрість асури ведуть нескінченну війну з богами, щоб повернути собі гору, але не здатні подолати Чотирьох небесних королів, вартових всесвіту.
Асурами керують асурські королі:
- Рагу[9]
  - Володіє першим шаром світу асурів, що за 21 тисячу йоджан[10] під дном океану, шириною у 8 тисяч йоджан. Живе у Замку Світла.
  - У попередньому житті був брахманом, уберіг одну буддистську ступу від спалення і нікого ніколи не вбивав, проте не робив добрих вчинків і мріяв про багатство та славу у майбутньому житті, чим погубив себе і переродився у світі асурів.
  - Живе 5 тисяч років. Один рік його життя дорівнює 500 рокам життя людського.
- Балі[11] — брат Рагу. Усіх своїх синів іменує Верока. був переможений богом Індрою.
  - Володіє другим шаром світу асурів, що віддалений від першого на 21 тисячу йоджан, шириною у 8 тисяч йоджан. Живе у Замку Ігор.
  - У попередньому житті крав власність інших, виношував нечистиві думки, полюбляв добре поїсти і випити, чим погубив себе і переродився у світі асурів.
  - Живе 6 тисяч років. Один рік його життя дорівнює 600 рокам життя людського.
- Самбара[12]
  - Володіє третім шаром світу асурів, що віддалений від другого на 21 тисячу йоджан, шириною у 8 тисяч йоджан. Живе у Замку Металів.
  - У попередньому житті не давав милостиню хворим, у святкові дні розважався боротьбою та стрільбою з лука, а також тілесними втіхами, чим погубив себе і переродився у світі асурів.
  - Живе 7 тисяч років. Один рік його життя дорівнює 700 рокам життя людського.
- Вемакітра[13] — одружився з прокувальницею гандхарвою, від якої народив доньку. Видав її заміж за Індру, якому приходився зятем.
  - Володіє четвертим шаром світу асурів, що віддалений від третього на 21 тисячу йоджан, шириною у 13 тисяч йоджан. Живе у Замку Металів.
  - У попередньому житті мав зле серце, був жадібним, не давав стати на шлях просвітлення іншим, чим погубив себе і переродився у світі асурів.
  - Живе 8 тисяч років. Один рік його життя дорівнює 800 рокам життя людського.

Світ асурів традиційно розміщується після пекла, світу голодних духів претів і світу тварин. Як правило, він передує світу людей. Переродження душі живої істоти у світі асурів вважається нещасливим, оскільки мешканці цього світу перебувають у полоні постійних страждань: люті, конкуренції, боротьби, сварки і війни.
Частина асурів, які були просвітленні вченням будди Шак'ямуні, стали божествами-захисниками буддизму. Їх вважають одними з 8 божественних істот-оборонців.